# Halber Mond (Heppenheim)

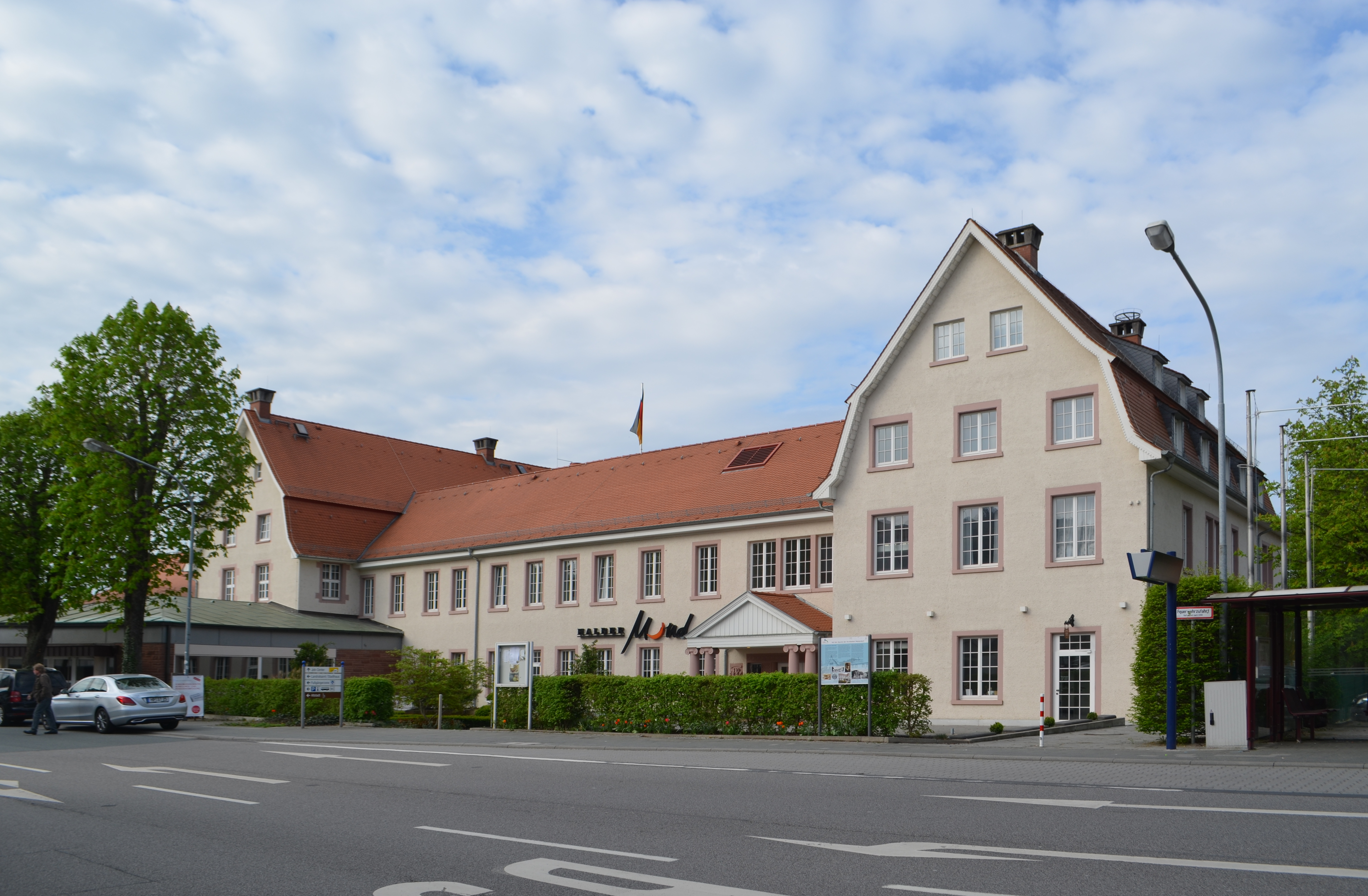
Der Halbe Mond im Jahr 2018

Das Hotel Halber Mond in Heppenheim (Bergstraße) ist ein historisches Hotel. Es ist insbesondere als Tagungsort der Heppenheimer Tagung bekannt geworden und steht heute unter Denkmalschutz.

## Geschichte

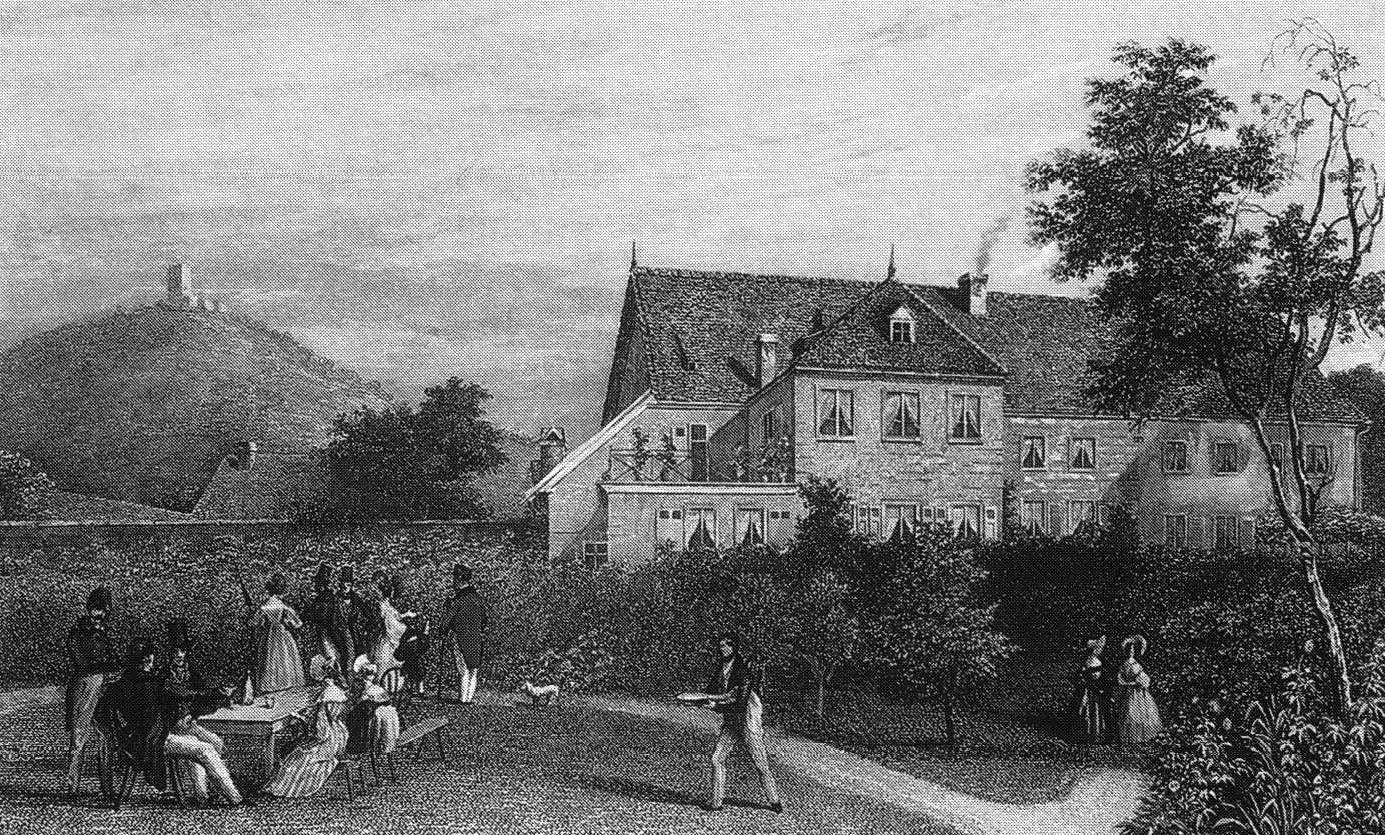
Der Halbe Mond im Jahr 1840

1617 wurde ein der Familie von Helmstedt überlassener Lehenshof mit dem Namen „Halber Mond“ am heutigen Standort erstmals urkundlich erwähnt. 1668 wird ein Jakob Balthasar Dietz als Wirt genannt; es muss daher zu diesem Zeitpunkt schon als Gasthaus gedient haben und ist damit das älteste Hotel in Heppenheim. Der kurmainzische Oberamtskeller Johann Mackard war um 1700 Besitzer des Anwesens. 1827 erwarb der Gastwirt Louis Franck das Anwesen. In der Folge gewann der Gasthof sein überregionales Renommee. Im Vorfeld der Märzrevolution kam es zur "Heppenheimer Versammlung" vom 10. Oktober 1847. David Hansemann hatte sich für den Halben Mond als Veranstaltungsort entschieden, da das ländliche Heppenheim den Vorteil hatte, abseits der Zentren potenzieller Revolutionäre wie beispielsweise Mannheim gelegen zu sein. Zugleich war es über die neueröffnete Bahnstrecke Frankfurt am Main–Heidelberg auch bequem von Norden über Frankfurt am Main und von Süden über Mannheim zu erreichen und verfügte mit dem Halben Mond auch über ein überregional bekanntes Gasthaus in Bahnhofsnähe.
Nachbesitzer nach Louis Franck wurde dessen Sohn Heinrich Franck. Er nahm nach 1868 wesentliche Umbauten vor. Insbesondere wurde 1902 der Neubau eines Südflügels nach Entwürfen von Heinrich Metzendorf vorgenommen. Große Teile des Gebäudes wurden 1911 durch ein Feuer zerstört. Der damalige Besitzer Karl Michael Seibert, der Schwiegersohn von Franck, beauftragte erneut Metzendorf mit der Planung des Wiederaufbaus. Damals entstand die symmetrische Anlage, die heute noch besteht.
1940 wurde das Hotel geschlossen und als Landesführerschule des Roten Kreuzes bzw. als Schwesternschule genutzt. 1947/48 nutzten die Spruchkammern für die Entnazifizierung das Gebäude. Danach wurde es wieder als Hotel genutzt.
Seit 1974 ist es im Besitz der Stadt Heppenheim. Nach einer Sanierung wird es als Bürgerhaus, Hotel und Gaststätte genutzt. Seit 2011 wird eine Verschlussbrennerei mit einer 200 Liter Brennblase sowie eine Gasthausbrauerei betrieben.

## Baubeschreibung
Der Gebäudekomplex mit Adresse Ludwigstraße 5 besteht im Wesentlichen aus zwei giebelständigen Hauptbauten mit hohen Mansarddächern. Zwischen diesen besteht ein langer, ebenfalls zweigeschossiger Verbindungsflügel mit einfachem Satteldach. An der Südseite wurde 1925/26 ein Anbau für den großen Saal mit Bühne angebaut. Die Fenster des Hotels haben Sandsteingewände. Das Dachgesims ist kassettiert und mit einer Zahnschnittornamentik geschmückt. Der Eingang neben dem Nordflügel besteht aus einem Portikus, dessen Dreiecksgiebel auf massiven ionischen Paarsäulen lagert. Neben diesem Tor ist ein Allianzwappen angebracht, das im Bauschutt nach dem Brand von 1911 gefunden wurde und das auf die Heirat der Maria Margarete Mackard mit dem Amtsschreiber Georg Friedrich Menshengen verweist. Es ist ein mit reicher Helmzier geschmücktes Familienwappen und trägt die Inschrift: „VOLENTE DEO fortis in adversis casusque immotus ad omnes“ (Nach Gottes Willen tapfer im Unglück und unbeirrt gegenüber allen Schicksalsschlägen). Im Innern des Gebäudes ist das originale Treppenhaus von Metzendorf mit schönem schmiedeeisernem Geländer noch vorhanden. Der Rest des Gebäudes ist weitgehend erneuert.
Das Hotel steht unter Denkmalschutz, da es in verkehrsgünstig zentraler Lage städtebaulich wirksam sei und es als Werk des renommierten Bergsträßer Architekten Heinrich Metzendorf von architekturgeschichtlicher Bedeutung sei. Daneben ist es als Traditionsgasthof und Ausgangspunkt der liberaldemokratischen Bewegung des 19. Jahrhunderts von außerordentlicher historischer Relevanz.

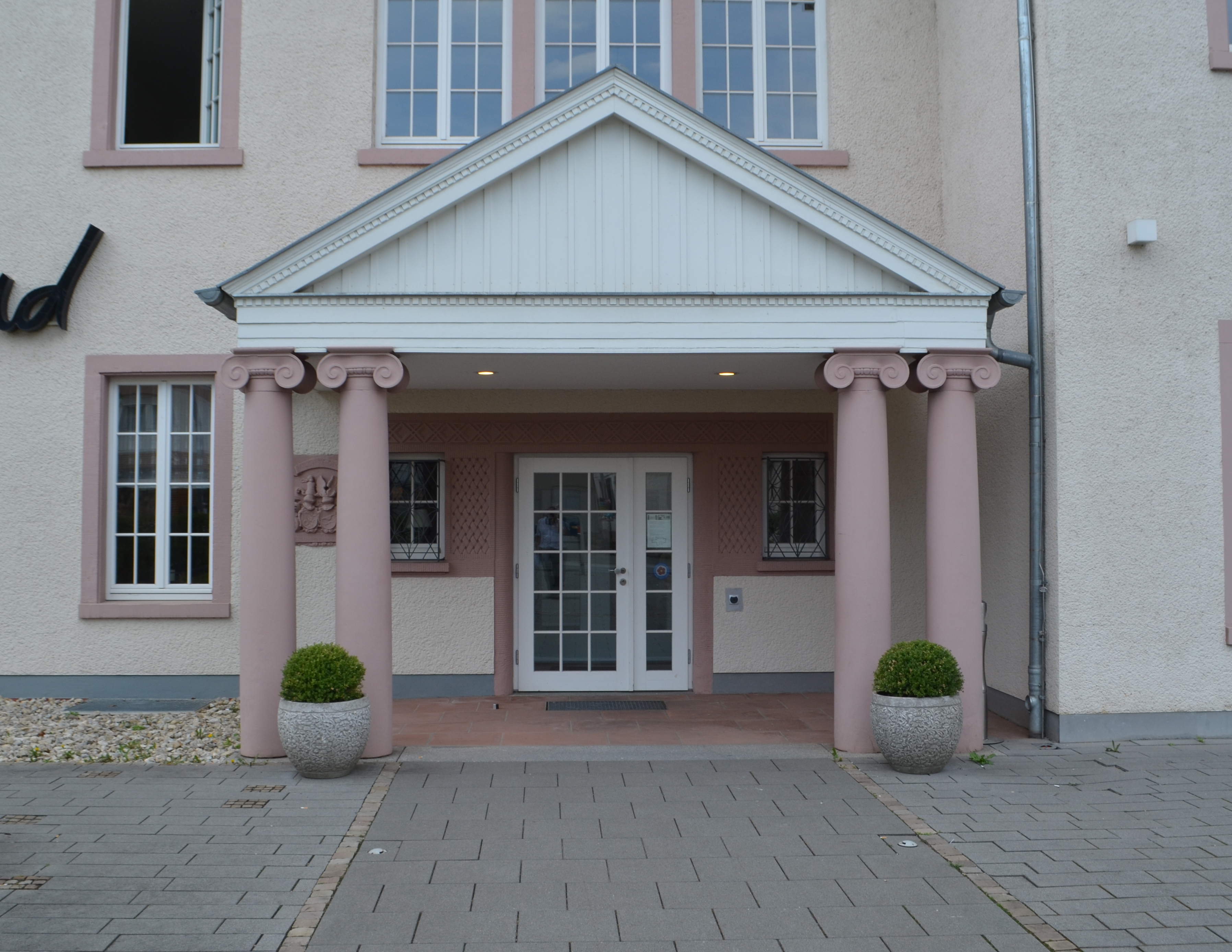
Eingangsportal
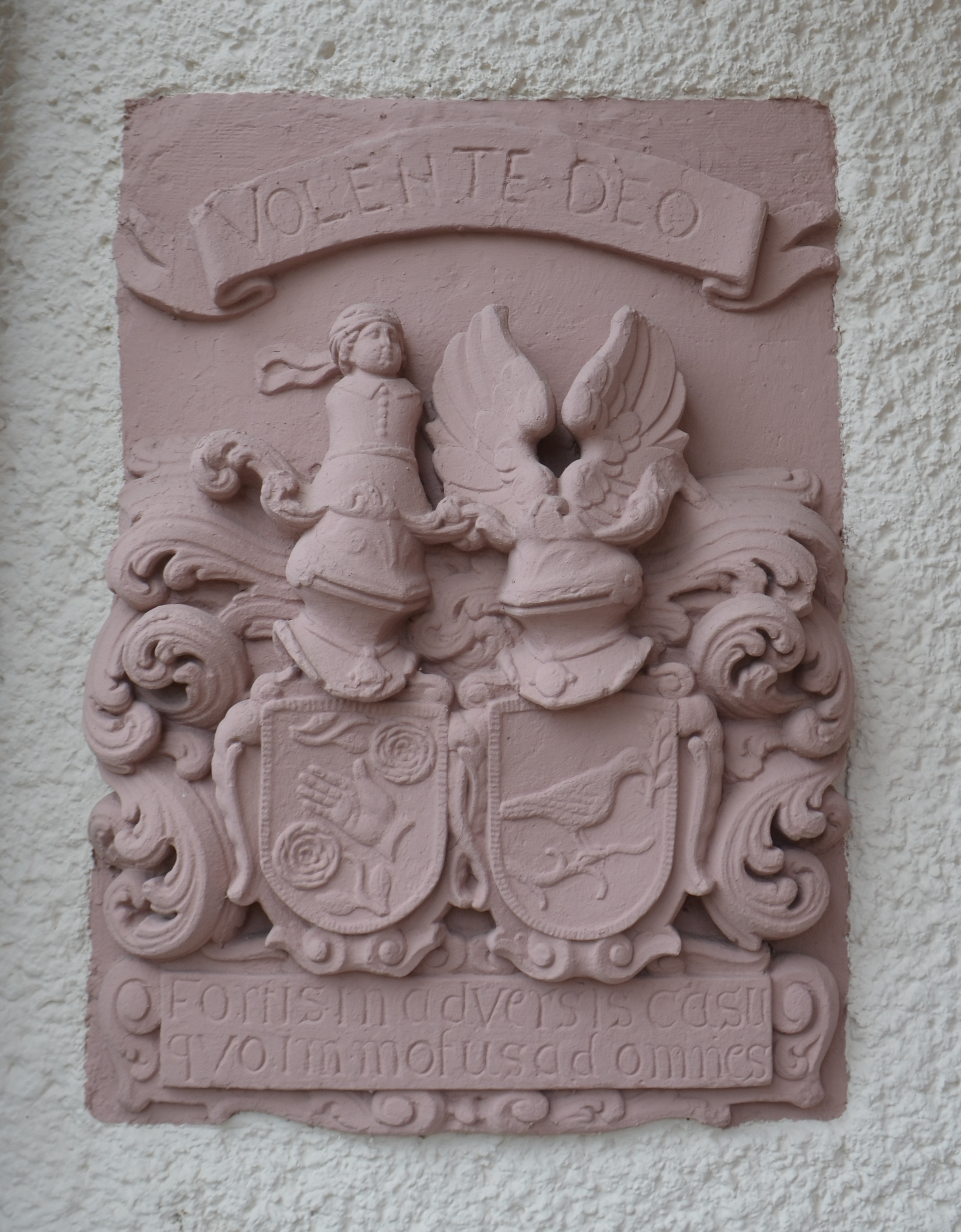
Allianzwappen
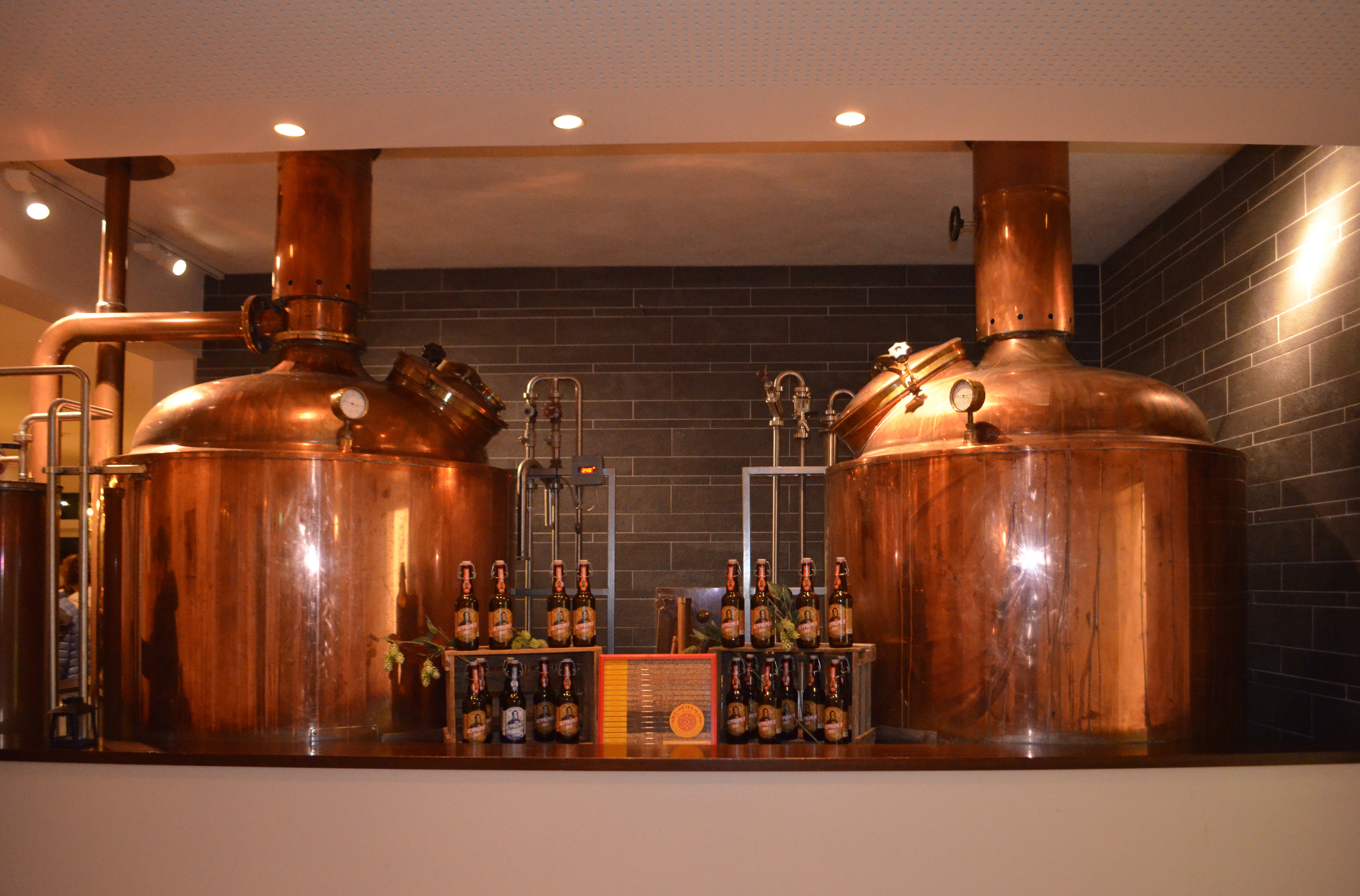
Hausbrauerei